# Lachberg
Der Lachberg ist ein 324 Meter hoher Berg im Pfälzerwald.

## Geographie

### Lage
Der Berg befindet sich innerhalb der Stadt Dahn. Unmittelbar westlich schließt sich der Vogelsberg an, mit dem er zusammen einen 1,6 Kilometer langen Bergrücken bildet. Weiter nordöstlich erstreckt sich der Hochberg. An seinem Nord- und an seinem Südhang befinden sich jeweils Wohngebiete.

### Naturräumliche Zuordnung
1. Großregion 1. Ordnung: Schichtstufenland beiderseits des Oberrheingrabens
2. Großregion 2. Ordnung: Pfälzisch-saarländisches Schichtstufenland
3. Großregion 3. Ordnung: Pfälzerwald
4. Region 4. Ordnung (Haupteinheit): Wasgau
5. Region 5. Ordnung: Dahner Felsenland

## Natur
An seinem Westgrat befinden sich mit dem Lachbergtürmchen und dem Dahner Kuckucksfelsen zwei Felsformation, die jeweils in unmittelbarer Nachbarschaft zueinander liegen und von Kletterern frequentiert werden.

## Wirtschaft und Verkehr
Früher befand sich am Lachberg ein Steinbruch. Ab Ende des 19. Jahrhunderts begann – über mehrere Jahrzehnte verteilt – die schrittweise Bebauiung seines Nord- und seines Südhanges. An seinem Südfuß verläuft die Kreisstraße 39. Zwischen Lachberg und Vogelsberg führt außerdem eine schmale Straße.

## Tourismus
Über den Berg führen der Prädikatswanderweg Pfälzer Waldpfad, der Höcherbergweg, der Dahner Rundwanderweg sowie ein Weg, der einer mit einem gelb-roten Balken markiert ist und vom Wellbachtal bis nach Rülzheim verläuft.